# Place de la Bataille-de-Stalingrad
La place de la Bataille-de-Stalingrad est une place située dans les 10e et 19e arrondissements de Paris, dans les quartiers de l'Hôpital-Saint-Louis et de la Villette. 

## Situation et accès
Elle ferme le bassin de la Villette et une écluse permet le passage vers le canal Saint-Martin. La rotonde de la Villette, de l'architecte Claude-Nicolas Ledoux, est située sur cette place. 

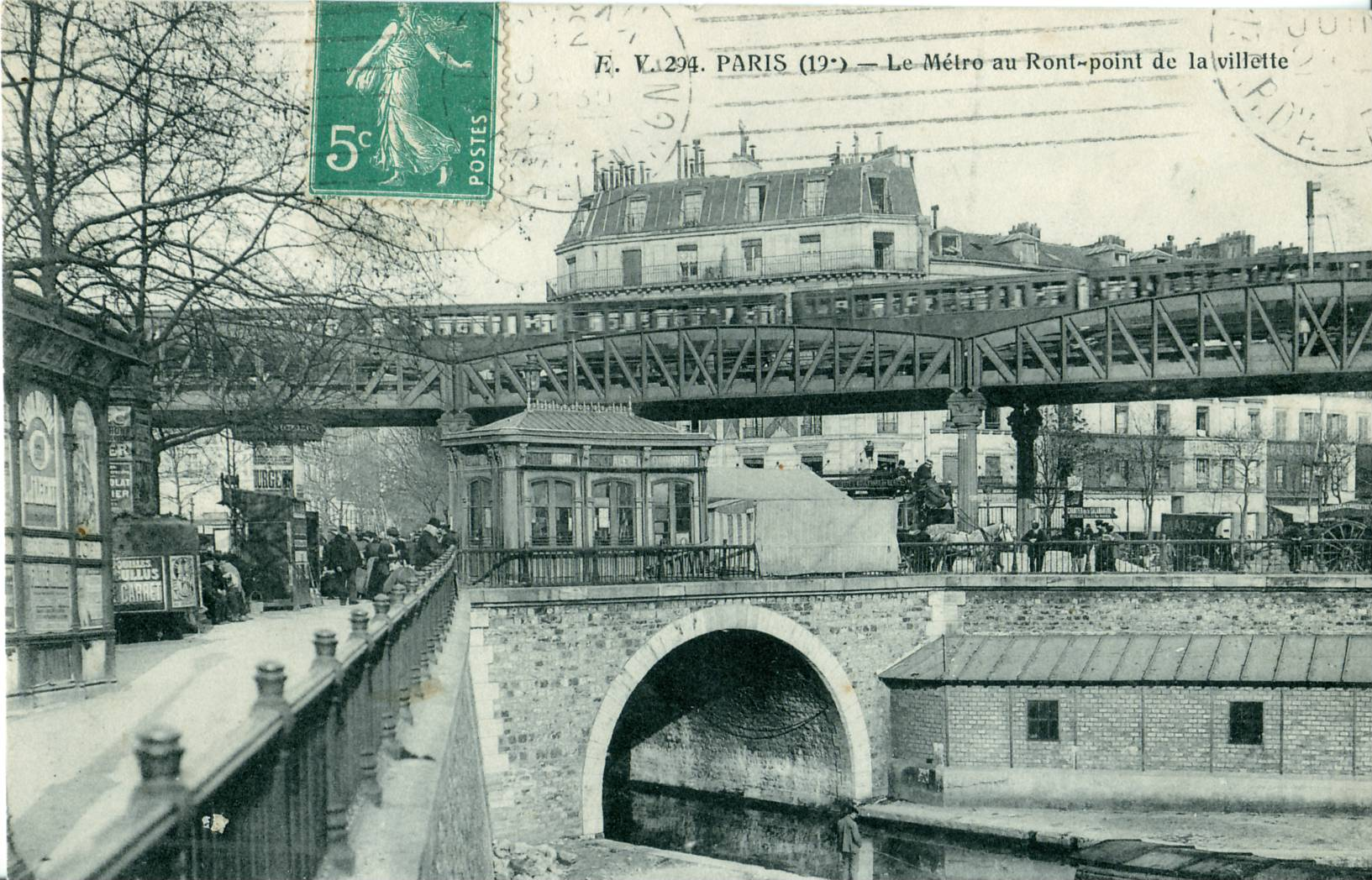
On voit sur cette carte postale du début du XXe siècle l'extrémité du bassin de la Villette qui se transforme en canal Saint-Martin. Sur l'embouchure du canal se trouve un kiosque de la Compagnie générale des omnibus, qui était une des compagnies de tramways et de bus de Paris. Au-dessus se trouve le viaduc de la ligne 2 du métro de Paris, alors exploitée par la CMP.

Elle est desservie par les lignes de métro 2, 5 et 7 bis à la station Jaurès et par les lignes 2, 5 et 7 à la station Stalingrad.

## Origine du nom
Le nom de cette place commémore la ville de Russie où l'Armée rouge remporte une victoire décisive sur la 6e armée allemande du 19 septembre 1942 au 2 février 1943.

## Historique
Cette place a été créée, en 1945, par le détachement du boulevard de la Villette sous les noms de « place de l'Ourcq » et de « rond-point de la Villette » jusqu'à l'arrêté municipal du 7 juillet 1945, qui en a fait la « place de Stalingrad ». Elle est renommée « place de la Bataille-de-Stalingrad » par un arrêté municipal du 26 novembre 1993.
La place est réaménagée en 1988 par l'architecte Bernard Huet : le boulevard de la Villette est détourné sous le métro aérien afin de rattacher la rotonde de Ledoux à la place créée à la suite du transfert de la gare routière. La rotonde elle-même est réhabilitée (restitution du porche supprimé lors de la création du métro), la place est encadrée par un mur d'enceinte rappelant celui des Fermiers généraux et formant talus paysagers sur l’intérieur de la place.
Critiquée pour son manque de liaison avec les quais du bassin de la Villette, elle a été complètement réaménagée fin 2006 (création d'un passage entre les deux rives, réfection des sols, de l'éclairage, remise en fonction de la fontaine, etc.).[réf. nécessaire]
La plus longue piste cyclable ininterrompue en Île-de-France passe par la place Stalingrad : la piste du canal de l'Ourcq. La piste a une longueur d'environ 28 km (Stalingrad – Claye-Souilly) et même 35 km si on compte tout le tronçon quai de la Rapée – Stalingrad – Claye-Souilly, mais la piste présente quelques dizaines de mètres de discontinuités notamment aux carrefours et ronds-points.
En 1988, le sculpteur Georges Jeanclos reçoit la commande d'une fontaine devant orner la place. Elle abrite également un tilleul argenté planté le 4 novembre 1945 en présence du général de Gaulle en mémoire de la Libération de Paris. L'arbre est entouré d'un socle de marbre gravé.

## Trafic de drogues et sécurité
La place est connue pour être un des épicentres de la crise du crack à Paris ; depuis la fin des années 1980, un lieu important de vente et de consommation de drogues à Paris, en particulier du crack, quelques années après l'arrivée de la drogue dans les quartiers des Halles et de Pigalle. Les « maudous », vendeurs de crack essentiellement originaires d'Afrique de l'Ouest, opèrent dans les rues adjacentes et sur la place, ainsi qu'autour et dans la station de métro Stalingrad. Les murets autour de la place, ses passages étroits sous les talus ainsi que les bancs en hauteur à l'abri des arbres permettent aux vendeurs et aux usagers d'échapper aux regards pour effectuer des transactions ou consommer leur produit, tandis que l'architecture en gradins permet d'anticiper les descentes de police. La zone a fait l'objet de plusieurs évacuations massives, au milieu des années 1990 et au début des années 2000, mais elle reste une place importante de trafic dans la capitale.
En 2013, la place et ses rues avoisinantes sont classées en zone de sécurité prioritaire, avec renforcement des effectifs de la Police nationale. En effet, la place et ses environs « souffrent plus
que d’autres d’une insécurité quotidienne et d’une délinquance enracinée » et « connaissent depuis quelques années une dégradation importante de ses conditions de sécurité », ce qui a été identifié comme tel par le ministère de l'Intérieur du gouvernement Jean-Marc Ayrault, permettant ainsi à ce territoire de bénéficier de policiers supplémentaires. En mai 2021, la presse rapporte des heurts violents opposant des riverains à des toxicomanes.

## Bâtiments remarquables et lieux de mémoire
- Rotonde de la Villette

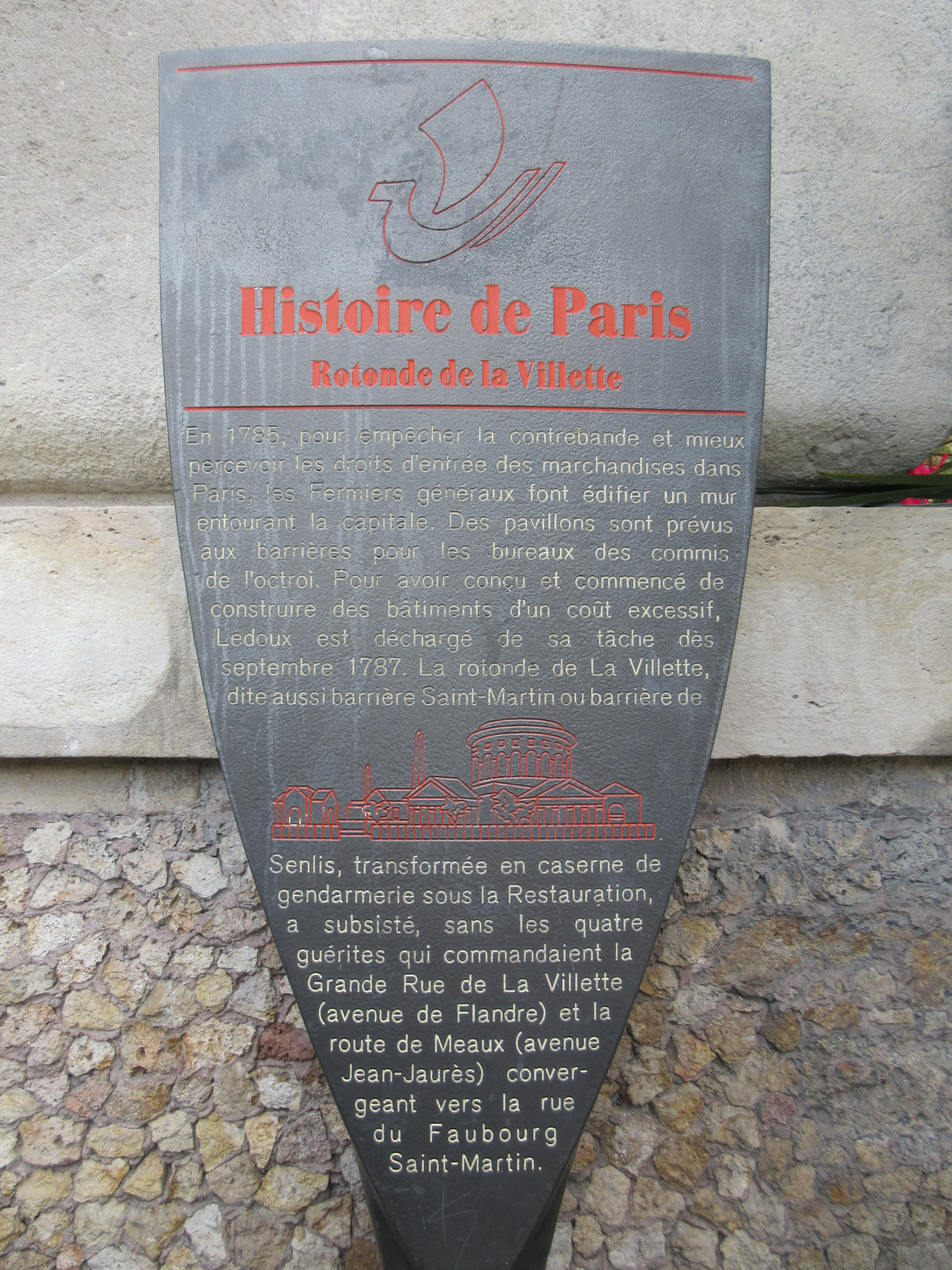
Panneau Histoire de Paris « Rotonde de la Villette »
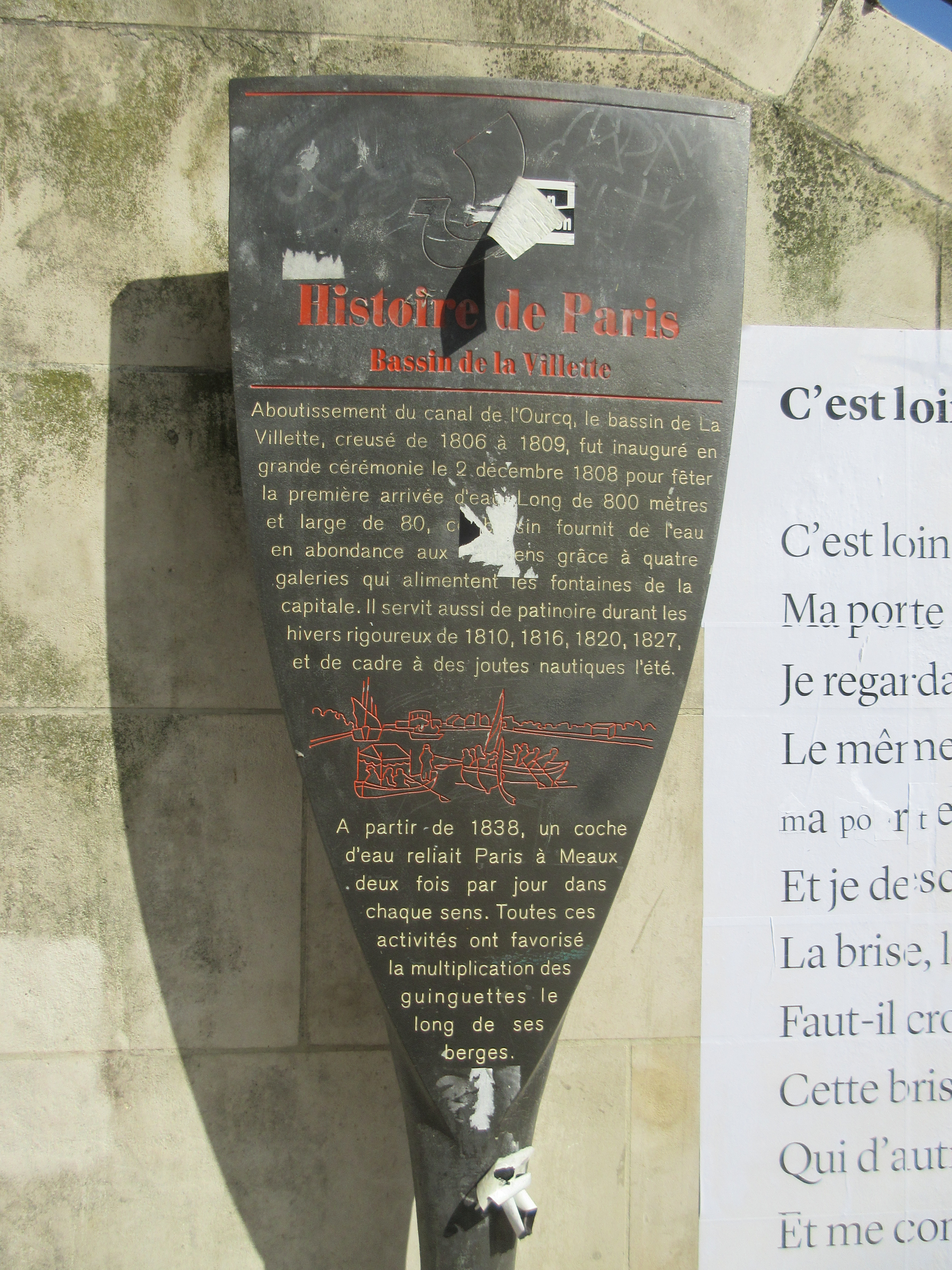
Panneau Histoire de Paris « Bassin de la Villette »
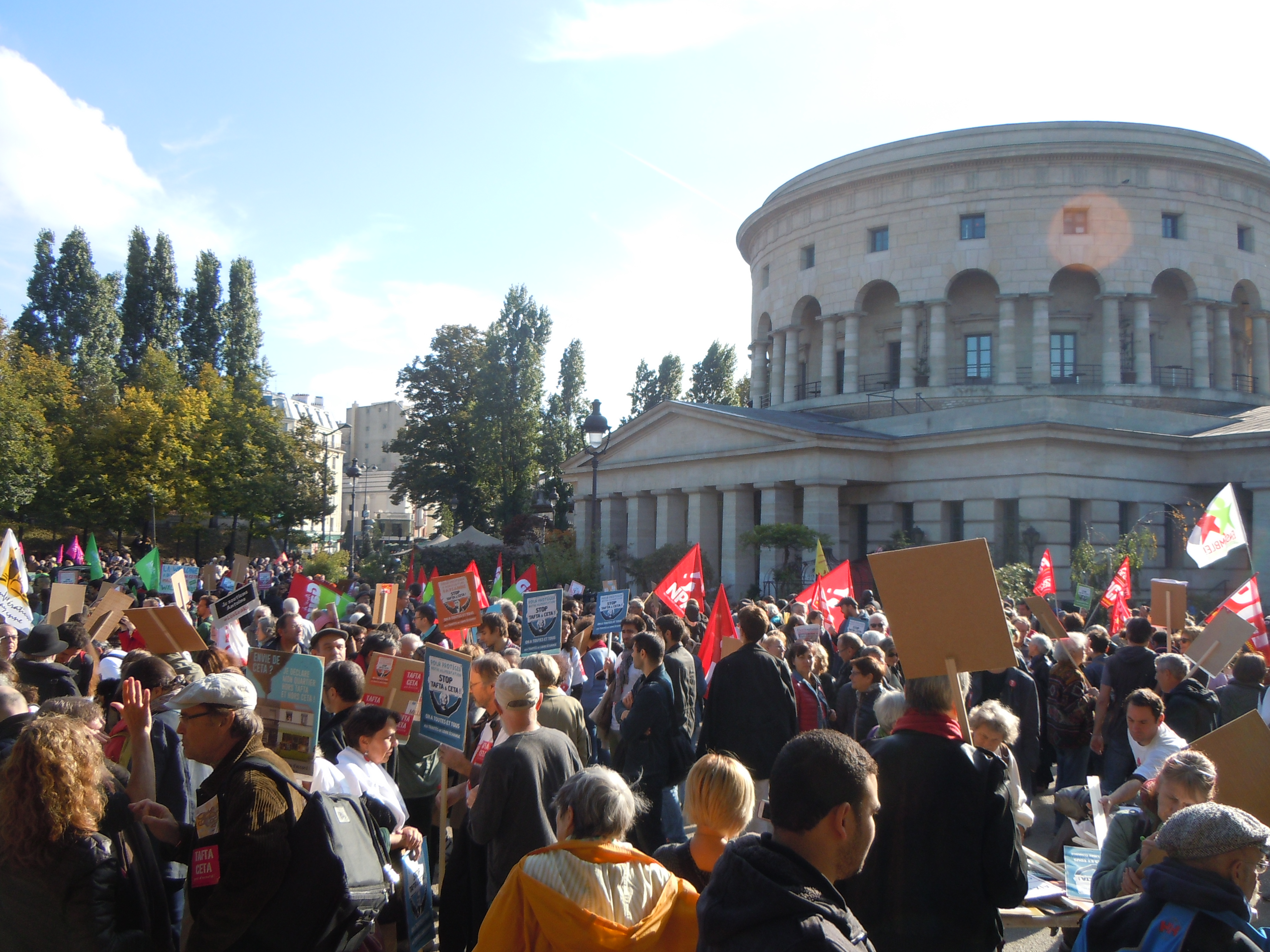
Place de la Bataille-de-Stalingrad lors de la manifestation contre les accords de l'AECG en octobre 2016.
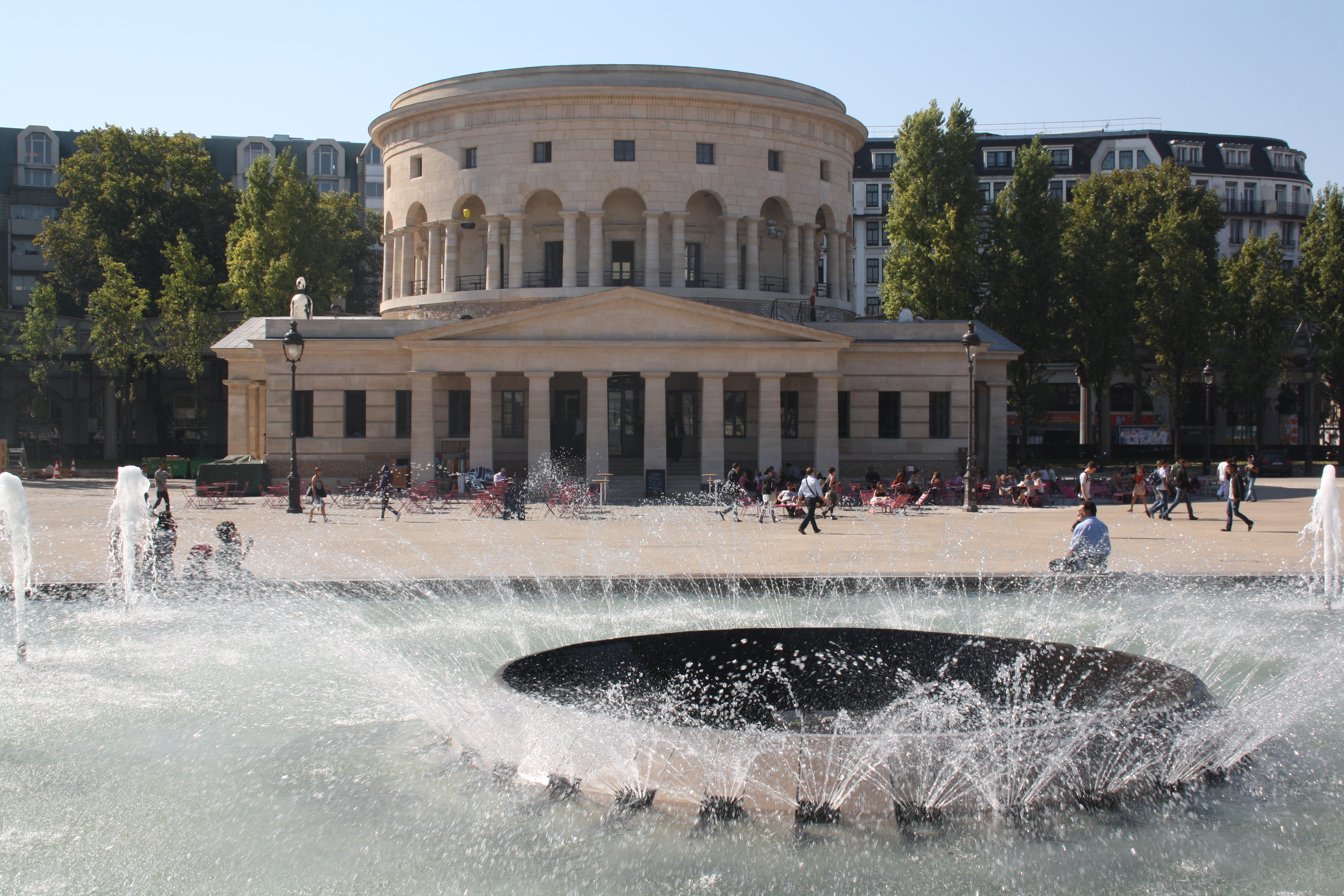
Fontaine et rotonde de la Villette.
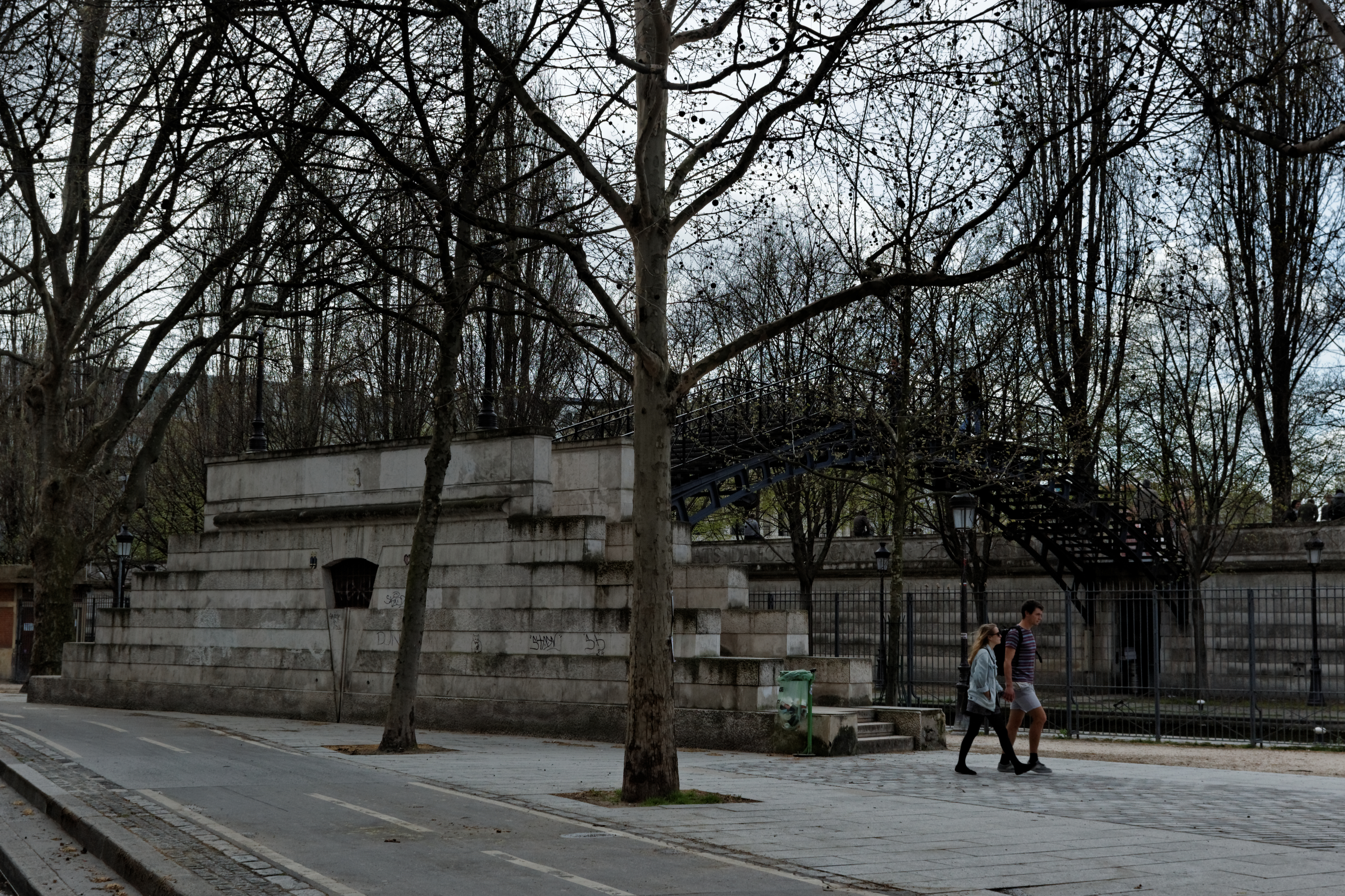
Passerelle des écluses de la Villette.